# 細鞭足蟹
細鞭足蟹（学名：Mastigochirus gracilis）为蟬蟹科鞭足蟹屬下的一个种。其种加词来源于拉丁文“gracilis”，意为“纤细的”。